# Anta de Aguiar
L'anta de Aguiar (aussi appelée anta do Zambujeiro) est un dolmen situé dans la commune de Viana do Alentejo, dans le district d'Évora, au Portugal,.

## Contexte
Le mot anta est l'équivalent portugais d'« ante » (pilier terminal d'un temple grec ou romain), mais il est aussi employé pour désigner les pierres d'un dolmen ou le dolmen lui-même. Environ 5 000 édifices mégalithiques de ce type ont été construits au Néolithique dans l'ouest de la péninsule Ibérique par les successeurs de la culture de la céramique cardiale.

## Description
Le dolmen est en partie effondré, mais on peut encore voir la chambre funéraire, le couloir et la dalle de couverture qui servait de toit. Ce dolmen a été construit au Néolithique et n'est pas encore classé.

## Galerie

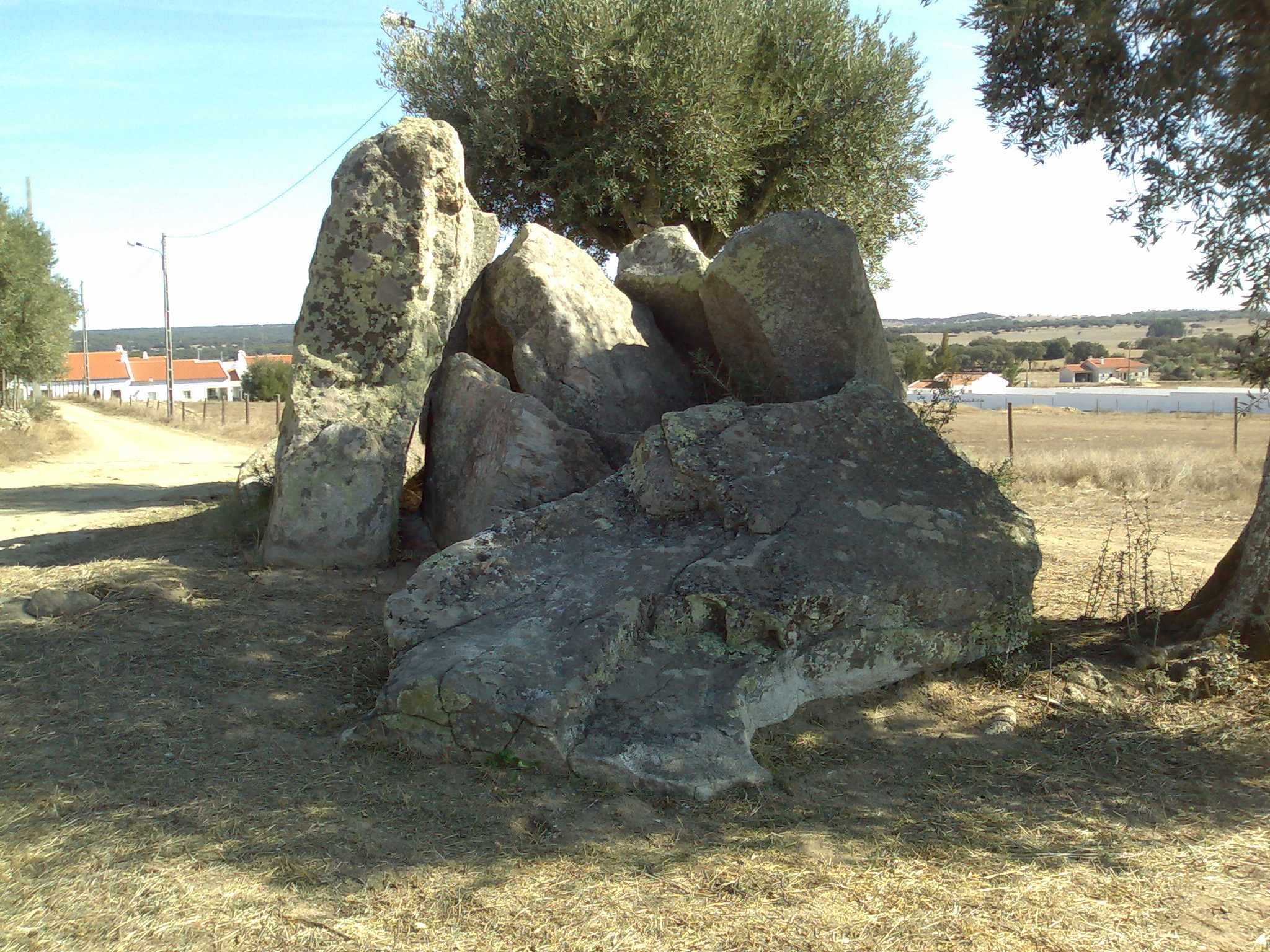
Vue 1
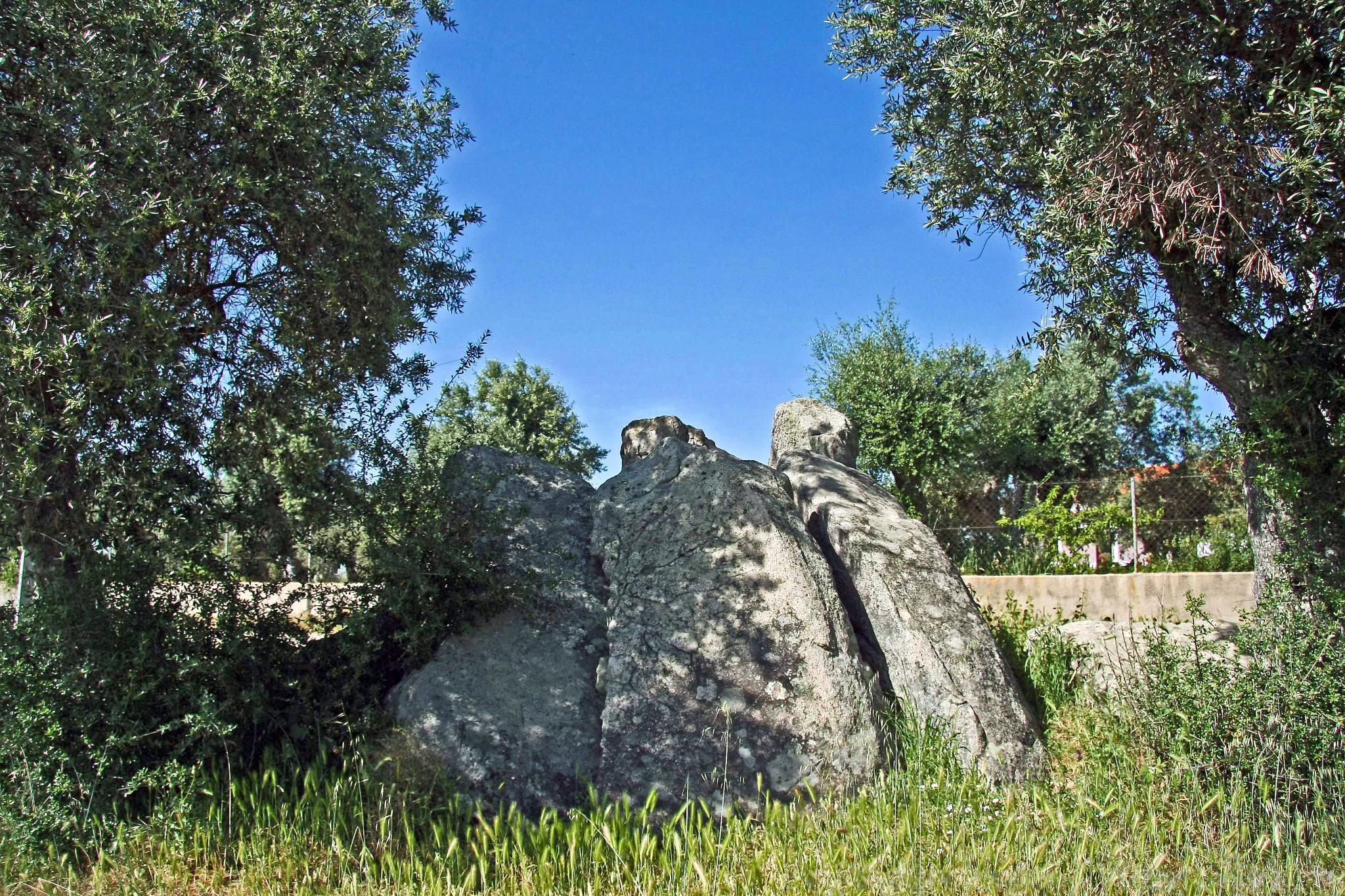
Vue 2